# Sambhal (Distrikt)
Der Distrikt Sambhal (Hindi: सम्भल ज़िला, Urdu ضلع سنبھل), von 2011 bis 2012 Distrikt Bhimnagar, ist ein Distrikt im indischen Bundesstaat Uttar Pradesh. Sitz der Verwaltung ist Bahjoi.

## Geografie
Der Distrikt liegt in der Tiefebene des Ganges. Er grenzt im Nordosten und Osten an den Distrikt Moradabad, im Osten an den Distrikt Rampur, im Südosten an den Distrikt Badaun, im Süden an den Distrikt Aligarh, im Südwesten und Westen an den Distrikt Bulandshahr und im Nordwesten und Norden an den Distrikt Amroha.

## Geschichte
Der Distrikt wurde auf Veranlassung der damaligen Chief Ministerin Mayawati am 28. September 2011 aus dem Tehsil Gunnaur des Distrikts Badaun und den Tehsils Chandausi und Sambhal des Distrikts Moradabad neu gebildet. Der neue Distrikt wurde Distrikt Bhimnagar benannt, nach Bhimrao Ramji Ambedkar, der für Mayawati und ihre Bahujan Samaj Party eine besondere Ikone und Leitfigur darstellte. Nach dem Wahlsieg der rivalisierenden Samajwadi Party bei der Parlamentswahl in Uttar Pradesh 2012 wurden zahlreiche Namensgebungen Mayawatis durch die Regierung unter dem neuen Chief Minister Akhilesh Yadav wieder rückgängig gemacht, so auch im Falle des Distrikts Bhimnagar, der am 23. Juli 2012 den Namen Distrikt Sambhal erhielt.

## Bevölkerung
Da der Distrikt nach Abschluss der Volkszählung 2011 gebildet wurde, sind keine offiziellen Distrikt-Zensusdaten verfügbar. Bevölkerungszahlen und -daten lassen sich durch Rückrechnung gewinnen (alle folgenden Angaben stammen aus dem Statistical Diary Uttar Pradesh 2017). 2011 hatte der spätere Distrikt Sambhal 2.199.774 Einwohner. Bei einer Fläche von 2453,3 km² ergab sich damit eine Bevölkerungsdichte von 897 Einwohnern pro km², was etwas über dem damaligen Mittelwert Uttar Pradeshs von 829 Einwohnern pro km² lag. Das Geschlechterverhältnis lag bei 1.161.093 Männern auf 1.031.840 Frauen. 468.439 Personen lebten in städtischen Siedlungen. 363.201 Einwohner gehörten zu den schedulled castes, d. h. den registrierten unterprivilegierten Kasten. Der Anteil der indigenen Stammesbevölkerung war gering: nur 46 Personen wurden zu den schedulled tribes gezählt.
| Siedlung  | Einwohnerzahl |
| --------- | ------------- |
| Sambhal   | 220.813       |
| Chandausi | 114.383       |
| Bahjoi    | 37.037        |
| Sirsi     | 26.519        |
| Gunnaur   | 23.665        |
| Narauli   | 18.346        |
| Babrala   | 18.108        |
| Gawan     | 9568          |